# Hypnum lanceolatum
Hypnum lanceolatum là một loài Rêu trong họ Hypnaceae. Loài này được (Hampe & Müll. Hal.) Müll. Hal. mô tả khoa học đầu tiên năm 1851.